# 京都工藝纖維大學
京都工艺纤维大学（きょうとこうげいせんいだいがく、Kyoto Institute of Technology），位于京都府京都市左京区的日本国立大学。与信州大学、东京农工大学一起称为「纤维三大学」。

## 沿革
- 1902年 京都高等工艺学校设立
- 1931年 京都高等蚕丝学校设立
- 1949年 京都工业专门学校・京都纤维专门学校合并而成新制京都工艺纤维大学，设立工艺学部・纤维学部
- 2004年 根据国立大学法人法，改制为国立大学法人

## 学部・学科
- 工艺学部 
  - 电子信息工学科
  - 物质工学科
  - 机械系统工学科
  - 造形工学科
- 纤维学部 
  - 应用生物学科
  - 高分子学科
  - 设计经营工学科

## 大学院
- 工艺科学研究科 
  - 博士前期課程 
    - 机械系统工学专业
    - 电子信息工学专业
    - 物质工学专业
    - 造形工学专业
    - 建筑设计学专业
    - 应用生物学专业
    - 高分子学专业
    - 设计经营工学专业

  - 博士後期課程 
    - 机能科学专业
    - 材料科学专业
    - 情報・生産科学专业

  - 博士前期・後期課程 
    - 尖端纤维科学专业

## 学生数
- 大学生3043名（女学生742名）
- 大学院生1010名（女学生209名）